# 泉河 (史河)
泉河是史河的一条右岸支流，古称“阳泉水”，主源城涧河发源于安徽省霍邱县南部姚岭，北流至万家坝进入河南省固始县境内，流经固始县东部地区，在分水亭镇王堂村接纳源自固始县黎集镇桃花村的西源，之后继续北流经泉河铺镇、陈集镇，最后在霍邱县临水镇西北，霍邱与固始两县交界处汇入史河。全长69公里，流域面积850平方公里。